# Klaus Rauscher
Klaus Rauscher (* 24. April 1949 in Lorenzreuth (heute Marktredwitz) bei Wunsiedel, Bayern) ist ordentliches Mitglied (Senior Executive Vice President) des Vorstands von Vattenfall AB, Stockholm. Rauscher war bis Juli 2007 Vorstandsvorsitzender der Vattenfall Europe AG.

## Leben
Seine berufliche Laufbahn begann er nach dem Studium der Rechtswissenschaften und seiner Promotion zum Dr. jur. im Jahr 1975 beim Bayerischen Staatsministerium der Finanzen. Dort war er zuletzt Leiter der Wirtschafts- und Beteiligungsabteilung. Im November 1988 wurde er zum Amtschef der Bayerischen Staatskanzlei ernannt. 1991 wechselte Rauscher zur Bayerischen Landesbank, wo er als Vorstandsmitglied unter anderem für Corporate Finance, insbesondere Energiewirtschaft, zuständig war.
Vom 1. November 2001 an leitete Rauscher als Vorstandsvorsitzender der Hamburgischen Electricitäts-Werke AG (HEW) und später als Vorstandsvorsitzender der Holding die Integration des neuen Konzerns.
Rauscher wurde mit der Bildung des neuen Vattenfall-Europe-Konzerns im August/September 2002 Vorsitzender des Vorstands der Vattenfall Europe AG. Zudem wurde er ordentliches Mitglied (Senior Executive Vice President) des Vorstands von Vattenfall AB. Daneben war er unter anderem Präsident des Verbandes der Verbundunternehmen und Regionalen Energieversorger in Deutschland (VRE).
Der VRE fusionierte im Juni 2007 mit drei anderen Verbänden zum BDEW.
Am 18. Juni 2007 wurde Rauscher zum Honorarprofessor an die Fakultät Maschinenwesen der Technischen Universität Dresden berufen.
Aufgrund der Störfälle in den Atomkraftwerken in Krümmel und Brunsbüttel bot Rauscher am 18. Juli 2007 den Rücktritt seines Postens als Vorstandsvorsitzender an, nach Presseberichten geschah dies auf Druck durch den Vattenfall-CEO Lars Göran Josefsson. Der Aufsichtsrat beschloss dieses Angebot anzunehmen und bestimmte Hans-Jürgen Cramer als seinen Nachfolger.

## Auszeichnungen
- 2005: Pfeifenraucher des Jahres